# El crimen de la calle de Bordadores
El crimen de la calle de Bordadores es una película española de 1946 escrita y dirigida por Edgar Neville. Inspirada en un suceso auténtico, el crimen de la calle Fuencarral.

## Argumento
En el Madrid de finales del siglo XIX aparece asesinada una dama de buena posición. Las investigaciones llevan a tres sospechosos: la criada de la víctima, el pretendiente de la señora (un tipo juerguista y vividor que se aprovechaba económicamente de ella) y una hermosa vendedora de lotería a la que cortejaba el vividor.

## Reparto
- Manuel Luna
- Mary Delgado
- Antonia Plana
- Julia Lajos
- Rafael Calvo
- José Prada
- José Franco
- Julia Pachelo
- Alfonso Cuadrado

## Ambientación
Ambientada por necesidades de producción en la calle de Bordadores, esta película de intriga refleja el Madrid castizo de finales del siglo XIX, sin que falten las típicas escenas populares de zarzuela y los bailes de la Bombilla, con referencias concretas al chotis Con una falda de percal planchá.
La actriz Mary Delgado quedó encargada de cantar la habanera Soldadito de Chiclana, compuesta expresamente para esta película por el maestro José Muñoz Molleda.

## Rodaje y localizaciones
Edgar Neville filmó en diversas calles madrileñas, entre ellas la Puerta del Sol y la plaza de la Cebada.

## Premios
Segunda edición de las Medallas del Círculo de Escritores Cinematográficos
| Categoría               | Candidatas    | Resultado |
| ----------------------- | ------------- | --------- |
| Mejor actriz principal  | Mary Delgado  | Ganadora  |
| Mejor actriz secundaria | Antonia Plana | Ganadora  |
| Premio especial         | Manuel Luna   | Ganador   |